# Phlegopsis nigromaculata paraensis
Mãe-de-taoca (Phlegopsis nigromaculata paraensis), também conhecida como mãe-de-taoca-pintada, é uma ave passeriforme da família Thamnophilidae.

## Taxonomia
Mede de 17 a 18,5 centímetros e pesando 43 gramas. Ave de belo e complexo colorido, destacando-se um grande anel ocular vermelho em ambos os sexos. Cabeça, pescoço e partes inferiores negras. Partes superiores marrons, com grandes pintas em formato de gotas, na cor negra e ornadas de amarelo, em algumas ssp, podendo ser arredondadas e sem contorno em outras ssp. A cauda e asas em tons mais vermelhos.

## Subespécies
Possui quatro subespécies reconhecidas:
- Phlegopsis nigromaculata nigromaculata - ocorre na Amazônia brasileira ao sul do rio Amazonas e a oeste do rio Madeira (AM, AC), e também nos países vizinhos da Colômbia, Peru, Equador e N da Bolívia;
- Phlegopsis nigromaculata bowmani - ocorre na Amazônia central ao sul do rio Amazonas, entre os rios Madeira e Xingu (AM, PA, RO) e também no NE da Bolívia;
- Phlegopsis nigromaculata confinis - ocorre entre os rios Xingu e Tocantins e norte do rio Araguaia (PA, MT, e TO);
- Phlegopsis nigromaculata paraensis - ocorre no NE da Amazônia, à direita do rio Tocantins até o Maranhão (PA, MA);

## Alimentação
“Seguidora profissional” de formigas-de-correição, sendo encontrada longe destas apenas eventualmente.

## Reprodução
Um ninho ativo foi encontrado em novembro, período chuvoso, em uma floresta no sudoeste amazônico, construído no interior de uma cavidade de um tronco de 1 m de altura. A base do ninho tinha 13 cm de largura e ficava a 20 cm da entrada do tronco. O ninho tem um formato de cesto raso forrado com folhas secas de bambu (Guadua sp.) e poucos gravetos finos e continha dois ovos de coloração rosada com predominância de manchas lineares roxas (Lima et al. 2019). O ninhego recém-nascido tem olhos fechados, pele nua totalmente escura e comissuras labiais esbranquiçadas).

## Hábitos
É relativamente comum, principalmente no sub-bosque de florestas úmidas de terra firme, em algumas áreas ocorrendo também na várzea. Vive em pares ou em grupos familiares. Mesmo em grupos, os membros de um casal costumam andar próximos. Vão até o chão ou balançam folhas em busca de presas.

## Distribuição Geográfica
Presente na Amazônia brasileira em toda a região ao sul do Rio Amazonas, estando ao norte apenas no Estado do Amapá. Encontrada também na Colômbia, Equador, Peru e Bolívia.